# Трећа лига Црне Горе у фудбалу 2023/24 — Центар
Трећа лига Црне Горе у фудбалу 2023/24 — Центар, било је 18 такмичење у оквиру Треће лиге организовано од стране фудбалског савеза Црне Горе од оснивања 2006. и пето такмичење организовано након реорганизације Средње регије у Удружење клубова Центар. То је једна од три регије трећег степена такмичења у Црној Гори у сезони 2023/24. поред регија Сјевер и Југ.
Првак регије Центар за сезону 2022/23. — Интернационал, завршио је на другом мјесту у баражу против побједника регије Југ — Ловћена и побједника регије Сјевер — Ибра и пласирао се у Другу лигу Црне Горе за сезону 2023/24. док је из Друге лиге у трећу лигу Центар испала Зета.
Пред почетак сезоне основан је Фанс јунајтед, којим управљају навијачи, а Полет старс је одустао од такмичења из финансијских разлога. Адриа није одиграла утакмице трећег и шестог кола, након чега је искључена из такмичења због неодигравања двије утакмице својом кривицом; све претходне утакмице које је одиграла су поништене, а у свакој наредној коју је требало да игра, противник је био слободан.
У лиги је такмичење започело 14 клубова и играло се двокружним бод системом, свако са сваким кући и на страни по једном, а због одустајања два клуба, у сваком колу су била слободна два клуба која су требала да играју против њих, док нико није био слободан када је било предвиђено да играју међусобно Полет старс и Адриа. Првак регије је на крају сезоне играо у баражу са првацима друге двије регије, гдје је свако са сваким играо по једну утакмицу, домаћини су одлучени жријебом, а двије најбоље екипе обезбиједиле су пласман у Другу лигу.
Титулу је освојила Зета, девет бодова испред ОФК Титограда. У баражу су све три утакмице завршене неријешено, сваки клуб је остварио по побједу на пенале и Зета се првобитно пласирала у Другу лигу заједно са Будвом, због више датих голова од Ибра. Пред почетак утакмице последњег кола баража, између Будве и Зете, једино је реми са најмање четири постигнута гола на утакмици и побједа Будве на пенале омогућавао да се и Будва и Зета пласирају у Другу лигу. Зета је водила 3 : 0, Будва је изједначила на 3 : 3, а касније побиједила на пенале, након чега се Ибар жалио да је утакмица намјештена. У јуну је Фудбалски савез Црне Горе вратио Будву и Зету у Трећу лигу.

## Клубови у сезони 2023/24.
| Клуб           | Мјесто      | Стадион                      | Капацитет | Позиција у сезони 2022/23. |
| -------------- | ----------- | ---------------------------- | --------- | -------------------------- |
| Адриа          | Подгорица   | ДГ арена                     | 4.000     | 12                         |
| Дрезга         | Подгорица   | Стадион ФК Дрезга            | 1.000     | 9                          |
| Забјело        | Подгорица   | Стадион ФК Забјело           | 1.000     | 4                          |
| Зета           | Зета        | Стадион Трешњица             | 4.000     | 9 у Другој лиги            |
| Зора           | Даниловград | Стадион ФК Зора              | 3.000     | 5                          |
| Иларион        | Зета        | Свети Јован Владимир         | 1.000     | 10                         |
| Кариоке        | Подгорица   | Помоћни стадион ФК Будућност | 1.000     | 11                         |
| Олимпико       | Зета        | Стадион Трешњица             | 4.000     | 13                         |
| Полет старс    | Никшић      | Стадион под Требјесом        | 1.000     | 6                          |
| Рибница        | Подгорица   | Стадион на Конику            | 750       | 8                          |
| ОФК Титоград   | Подгорица   | Стадион ОФК Титоград         | 2.000     | 7                          |
| Фанс јунајтед  | Подгорица   | ДГ арена                     | 4.000     | —                          |
| Црвена стијена | Подгорица   | Стадион Црвене стијене       | 1.000     | 2                          |
| Челик          | Никшић      | Стадион Жељезаре             | 2.000     | 3                          |

## Резултати
Домаћини су наведени у лијевој колони
|     | Екипа          | 1.  | 2.     | 3.    | 4.     | 5.    | 6.    | 7.     | 8.     | 9.  | 10.    | 11.   | 12.   | 13.   | 14.   |
| --- | -------------- | --- | ------ | ----- | ------ | ----- | ----- | ------ | ------ | --- | ------ | ----- | ----- | ----- | ----- |
| 1.  | Адриа          | XXX | XXX    | XXX   | XXX    | XXX   | XXX   | XXX    | XXX    | XXX | XXX    | XXX   | XXX   | XXX   | XXX   |
| 2.  | Дрезга         | XXX | XXX    | 1 : 7 | 3 : 7  | 7 : 1 | 4 : 4 | 7 : 2  | 12 : 1 | XXX | 4 : 3  | 1 : 3 | 2 : 2 | 3 : 2 | 0 : 4 |
| 3.  | Забјело        | XXX | 0 : 3  | XXX   | 1 : 3  | 9 : 0 | 1 : 2 | 1 : 0  | 2 : 0  | XXX | 13 : 1 | 1 : 2 | 1 : 0 | 1 : 0 | 1 : 1 |
| 4.  | Зета           | XXX | 5 : 1  | 5 : 1 | XXX    | 7 : 0 | 3 : 0 | 6 : 0  | 8 : 0  | XXX | 17 : 0 | 2 : 0 | 8 : 0 | 0 : 0 | 2 : 0 |
| 5.  | Зора           | XXX | 4 : 2  | 0 : 6 | 0 : 3  | XXX   | 5 : 2 | 2 : 2  | 8 : 0  | XXX | 5 : 3  | 2 : 4 | 3 : 2 | 3 : 4 | 1 : 7 |
| 6.  | Иларион        | XXX | 4 : 0  | 0 : 2 | 1 : 1  | 0 : 3 | XXX   | 7 : 0  | 4 : 1  | XXX | 4 : 1  | 1 : 0 | 3 : 1 | 2 : 4 | 2 : 2 |
| 7.  | Кариоке        | XXX | 0 : 9  | 0 : 4 | 0 : 7  | 3 : 1 | 1 : 6 | XXX    | 4 : 2  | XXX | 6 : 0  | 1 : 8 | 1 : 4 | 4 : 1 | 1 : 4 |
| 8.  | Олимпико       | XXX | 1 : 3  | 0 : 4 | 0 : 12 | 1 : 5 | 0 : 4 | 0 : 2  | XXX    | XXX | 1 : 3  | 0 : 3 | 0 : 4 | 0 : 6 | 0 : 3 |
| 9.  | Полет старс    | XXX | XXX    | XXX   | XXX    | XXX   | XXX   | XXX    | XXX    | XXX | XXX    | XXX   | XXX   | XXX   | XXX   |
| 10. | Рибница        | XXX | 0 : 3  | 0 : 3 | 0 : 7  | 0 : 1 | 0 : 7 | 4 : 1  | 1 : 2  | XXX | XXX    | 1 : 7 | 0 : 3 | 0 : 8 | 1 : 3 |
| 11. | ОФК Титоград   | XXX | 2 : 0  | 2 : 0 | 1 : 3  | 5 : 0 | 3 : 1 | 3 : 1  | 4 : 0  | XXX | 8 : 1  | XXX   | 3 : 0 | 3 : 1 | 2 : 2 |
| 12. | Фанс јунајтед  | XXX | 11 : 3 | 1 : 3 | 0 : 3  | 8 : 2 | 2 : 0 | 10 : 1 | 5 : 1  | XXX | 4 : 1  | 1 : 1 | XXX   | 4 : 1 | 1 : 0 |
| 13. | Црвена стијена | XXX | 3 : 2  | 0 : 0 | 1 : 0  | 2 : 1 | 0 : 1 | 3 : 0  | 3 : 1  | XXX | 2 : 0  | 2 : 1 | 2 : 4 | XXX   | 2 : 3 |
| 14. | Челик          | XXX | 2 : 0  | 0 : 3 | 0 : 3  | 7 : 0 | 3 : 0 | 3 : 0  | 9 : 0  | XXX | 8 : 0  | 2 : 3 | 3 : 0 | 2 : 0 | XXX   |

## Резултати по колима
| 1. коло, 9—12. 9. 2023. |             |
| Зета - Црвена стијена   | 0 : 0       |
| Челик - Рибница         | 8 : 0       |
| ОФК Титоград - Олимпико | 4 : 0       |
| Зора - Полет старс      | није играно |
| Дрезга - Иларион        | 4 : 4       |
| Фанс јунајтед - Забјело | 1 : 3       |
| Адриа — Кариоке         | 1 : 0       |

| 2. коло, 16—17. 9. 2023. |             |
| Дрезга - Челик           | 0 : 4       |
| Кариоке - Зета           | 0 : 7       |
| Иларион - Полет старс    | није играно |
| Црвена стијена - Зора    | 2 : 1       |
| Олимпико - Адриа         | 2 : 3       |
| Рибница - Фанс јунајтед  | 0 : 3       |
| Забјело - ОФК Титоград   | 1 : 2       |

| 3. коло, 22—24. 9. 2023.         |        |
| ОФК Титоград - Рибница           | 8 : 1  |
| Фанс јунајтед - Дрезга           | 11 : 3 |
| Зора - Кариоке                   | 2 : 2  |
| Зета - Олимпико                  | 8 : 0  |
| Челик - Иларион                  | 3 : 0  |
| Адриа - Забјело                  | 0 : 3  |
| Црвена стијена је била слободна. |        |

| 4. коло, 30. 9.—1. 10. 2023. |       |
| Челик - Фанс јунајтед        | 3 : 0 |
| Олимпико - Зора              | 1 : 5 |
| Дрезга - ОФК Титоград        | 1 : 3 |
| Иларион - Црвена стијена     | 2 : 4 |
| Забјело - Зета               | 1 : 3 |
| Рибница - Адриа              | 2 : 3 |
| Кариоке су биле слободне.    |       |

| 5. коло, 7—8. 10. 2023.   |        |
| ОФК Титоград - Челик      | 2 : 2  |
| Зета - Рибница            | 17 : 0 |
| Зора - Забјело            | 0 : 6  |
| Црвена стијена - Кариоке  | 3 : 0  |
| Адриа - Дрезга            | 1 : 6  |
| Фанс јунајтед - Иларион   | 2 : 0  |
| Олимпико је био слободан. |        |

| 6. коло, 14—15. 10. 2023.    |       |
| Дрезга - Зета                | 3 : 7 |
| Олимпико - Црвена стијена    | 0 : 6 |
| Иларион - Кариоке            | 7 : 0 |
| Фанс јунајтед - ОФК Титоград | 1 : 1 |
| Челик - Адриа                | 3 : 0 |
| Рибница - Зора               | 0 : 1 |
| Забјело је било слободно.    |       |

| 7. коло, 22—23. 10. 2023.      |       |
| Кариоке - Олимпико             | 4 : 2 |
| ОФК Титоград - Иларион         | 3 : 1 |
| Зора - Дрезга                  | 4 : 2 |
| Црвена стијена - Забјело       | 0 : 0 |
| Зета - Челик                   | 2 : 0 |
| Фанс јунајтед је био слободан. |       |
| Рибница је била слободна.      |       |

| 8. коло, 29—30. 10. 2023.     |                       |
| Иларион - Олимпико            | 4 : 1                 |
| Забјело - Кариоке             | 1 : 0                 |
| Челик - Зора                  | 7 : 0                 |
| Рибница - Црвена стијена      | 0 : 8                 |
| Фанс јунајтед - Зета          | 0 : 3 (11. 11. 2023.) |
| ОФК Титоград је био слободан. |                       |
| Дрезга је била слободна.      |                       |

| 9. коло, 4—5. 11. 2023.  |                       |
| Олимпико - Забјело       | 0 : 4                 |
| Зета - ОФК Титоград      | 2 : 0                 |
| Црвена стијена - Дрезга  | 3 : 2                 |
| Зора - Фанс јунајтед     | 3 : 2 (30. 11. 2023.  |
| Кариоке - Рибница        | 6 : 0 (24. 12. 2023.) |
| Челик је био слободан.   |                       |
| Иларион је био слободан. |                       |

| 10. коло, 11—12. 11. 2023.     |       |
| Иларион - Забјело              | 0 : 2 |
| ОФК Титоград - Зора            | 5 : 0 |
| Рибница - Олимпико             | 1 : 2 |
| Дрезга - Кариоке               | 7 : 2 |
| Челик - Црвена стијена         | 2 : 0 |
| Фанс јунајтед је био слободан. |       |
| Зета је била слободна.         |       |

| 11. коло, 18—19. 11. 2023.     |        |
| Зета - Иларион                 | 3 : 0  |
| Кариоке - Челик                | 1 : 4  |
| Олимпико - Дрезга              | 1 : 3  |
| Забјело - Рибница              | 13 : 1 |
| Црвена стијена - Фанс јунајтед | 2 : 4  |
| Зора је била слободна.         |        |
| ОФК Титоград је био слободан.  |        |

| 12. коло, 25—26. 11. 2023.    |        |
| Челик - Олимпико              | 9 : 0  |
| ОФК Титоград - Црвена стијена | 3 : 1  |
| Дрезга - Забјело              | 1 : 7  |
| Иларион - Рибница             | 4 : 1  |
| Зета - Зора                   | 7 : 0  |
| Фанс јунајтед - Кариоке       | 10 : 1 |

| 13. коло, 30. 11. — 3. 12. 2023. |       |
| Кариоке - ОФК Титоград           | 1 : 8 |
| Олимпико - Фанс јунајтед         | 0 : 4 |
| Забјело - Челик                  | 1 : 1 |
| Зора - Иларион                   | 5 : 2 |
| Рибница - Дрезга                 | 0 : 3 |
| Зета је била слободна.           |       |
| Црвена стијена је била слободна. |       |

| 14. коло, 3. 3. 2024.     |       |
| Рибница - Челик           | 1 : 3 |
| Олимпико - ОФК Титоград   | 0 : 3 |
| Црвена стијена - Зета     | 1 : 0 |
| Забјело - Фанс јунајтед   | 1 : 0 |
| Иларион - Дрезга          | 4 : 0 |
| Зора је била слободна.    |       |
| Кариоке су биле слободне. |       |

| 15. коло, 9—11. 3. 2024.  |       |
| Зета - Кариоке            | 6 : 0 |
| Челик - Дрезга            | 2 : 0 |
| ОФК Титоград - Забјело    | 2 : 0 |
| Зора - Црвена стијена     | 3 : 4 |
| Фанс јунајтед - Рибница   | 4 : 1 |
| Иларион је био слободан.  |       |
| Олимпико је био слободан. |       |

| 16. коло, 16—17. 3. 2024.        |        |
| Иларион - Челик                  | 2 : 2  |
| Олимпико - Зета                  | 0 : 12 |
| Дрезга - Фанс јунајтед           | 2 : 2  |
| Рибница - ОФК Титоград           | 1 : 7  |
| Кариоке - Зора                   | 3 : 1  |
| Забјело је било слободно.        |        |
| Црвена стијена је била слободна. |        |

| 17. коло, 21—24. 3. 2024. |       |
| Зора - Олимпико           | 8 : 0 |
| ОФК Титоград - Дрезга     | 2 : 0 |
| Зета - Забјело            | 5 : 1 |
| Фанс јунајтед - Челик     | 1 : 0 |
| Црвена стијена - Иларион  | 0 : 1 |
| Рибница је била слободна. |       |
| Кариоке су биле слободне. |       |

| 18. коло, 27—28. 3. 2024. |       |
| Челик - ОФК Титоград      | 2 : 3 |
| Иларион - Фанс јунајтед   | 3 : 1 |
| Забјело - Зора            | 9 : 0 |
| Кариоке - Црвена стијена  | 4 : 1 |
| Рибница - Зета            | 0 : 7 |
| Дрезга је била слободна.  |       |
| Олимпико је био слободан. |       |

| 19. коло, 31. 3.—2. 4. 2024. |                      |
| Зета - Дрезга                | 5 : 1                |
| Црвена стијена - Олимпико    | 3 : 1                |
| Зора - Рибница               | 5 : 3                |
| ОФК Титоград - Фанс јунајтед | 3 : 0                |
| Кариоке - Иларион            | 1 : 6 (15. 5. 2024.) |
| Челик је био слободан.       |                      |
| Забјело је било слободно.    |                      |

| 20. коло, 6—7. 4. 2024.        |       |
| Дрезга - Зора                  | 7 : 1 |
| Челик - Зета                   | 0 : 3 |
| Олимпико - Кариоке             | 0 : 2 |
| Забјело - Црвена стијена       | 1 : 0 |
| Иларион - ОФК Титоград         | 1 : 0 |
| Фанс јунајтед је био слободан. |       |
| Рибница је била слободна.      |       |

| 21. коло, 13—14. 4. 2024.     |       |
| Зета - Фанс јунајтед          | 8 : 0 |
| Олимпико - Иларион            | 0 : 4 |
| Кариоке - Забјело             | 0 : 4 |
| Црвена стијена - Рибница      | 2 : 0 |
| Зора - Челик                  | 1 : 7 |
| ОФК Титоград је био слободан. |       |
| Дрезга је била слободна.      |       |

| 22. коло, 16—18. 4. 2024. |       |
| Дрезга - Црвена стијена   | 3 : 2 |
| Фанс јунајтед - Зора      | 8 : 2 |
| ОФК Титоград - Зета       | 1 : 3 |
| Рибница - Кариоке         | 4 : 1 |
| Забјело - Олимпико        | 2 : 0 |
| Челик је био слободан.    |       |
| Иларион је био слободан.  |       |

| 23. коло, 20—21. 4. 2024.      |       |
| Олимпико - Рибница             | 1 : 3 |
| Кариоке - Дрезга               | 0 : 9 |
| Зора - ОФК Титоград            | 2 : 4 |
| Црвена стијена - Челик         | 2 : 3 |
| Забјело - Иларион              | 1 : 2 |
| Зета је била слободна.         |       |
| Фанс јунајтед је био слободан. |       |

| 24. коло, 27. 4.—1. 5. 2024.   |        |
| Дрезга - Олимпико              | 12 : 1 |
| Челик - Кариоке                | 3 : 0  |
| Фанс јунајтед - Црвена стијена | 4 : 1  |
| Иларион - Зета                 | 1 : 1  |
| Рибница - Забјело              | 0 : 3  |
| Зора је била слободна.         |        |
| ОФК Титоград је био слободан.  |        |

| 25. коло, 4—8. 5. 2024.       |       |
| Олимпико - Челик              | 0 : 3 |
| Зора - Зета                   | 0 : 3 |
| Забјело - Дрезга              | 0 : 3 |
| Црвена стијена - ОФК Титоград | 2 : 1 |
| Кариоке - Фанс јунајтед       | 1 : 4 |
| Рибница - Иларион             | 0 : 7 |

| 26. коло, 11—15. 5. 2024.        |                      |
| Фанс јунајтед - Олимпико         | 5 : 1 (24. 4. 2024.) |
| Челик - Забјело                  | 0 : 3                |
| Иларион - Зора                   | 0 : 3                |
| ОФК Титоград - Кариоке           | 3 : 1                |
| Дрезга - Рибница                 | 4 : 3                |
| Зета је била слободна.           |                      |
| Црвена стијена је била слободна. |                      |

Легенда:
 Дерби мечеви
- - Службени резултат.

## Детаљни извјештај

### 1. коло
| Зета | 0 : 0 | Црвена стијена |
| ---- | ----- | -------------- |
|      |       |                |

| Челик | 8 : 0 | Рибница |
| --- | ----- | ------- |
| Лазар Мучалица 18’ · Немања Ненезић 27’ · Дејан Јањић 31’ · Дејан Јањић 36’ · Ристо Мирковић 65’ · Дејан Јањић 79’ · Андрија Горановић 88’ · Ристо Мирковић 89’ |       |         |

| ОФК Титоград                                                                      | 4 : 0 | Олимпико |
| --------------------------------------------------------------------------------- | ----- | -------- |
| Антон Ђонлекић 10’ · Антон Ђонлекић 38’ · Антон Ђонлекић 43’ · Богдан Челебић 45’ |       |          |

| Зора | није играно | Полет старс |
| ---- | ----------- | ----------- |
|      |             |             |

| Дрезга                                                                                     | 4 : 4 | Иларион                                                             |
| ------------------------------------------------------------------------------------------ | ----- | ------------------------------------------------------------------- |
| Јован Зејак 13’ · Бојан Лазаревић 26’ · Лазар Мартиновић 39’ · Лазар Мартиновић 86’ (пен.) |       | Вук Лукић 33’ · Бојан Вукићевић 34’ · Вук Лукић 60’ · Вук Лукић 66’ |

| Фанс јунајтед       | 1 : 3 | Забјело                                                                    |
| ------------------- | ----- | -------------------------------------------------------------------------- |
| Никола Раденовић 3’ |       | Владимир Вратница 31’ (пен.) · Милош Вукчевић 90+2’ · Мирко Раичевић 90+6’ |

| Адриа                      | 1 : 0 | Кариоке |
| -------------------------- | ----- | ------- |
| Тодор Раичковић 57’ (пен.) |       |         |

### 2. коло
| Дрезга | 0 : 4 | Челик                                                                                        |
| ------ | ----- | -------------------------------------------------------------------------------------------- |
|        |       | Балша Горановић 12’ · Немања Ненезић 40’ · Жељко Златичанин 45+2’ (аг.) · Ристо Мирковић 86’ |

| Кариоке | 0 : 7 | Зета |
| ------- | ----- | --- |
|         |       | Огњен Батровић 37’ · Александар Крстовић 48’ · Кристијан Филиповић 57’ · Вуле Вујачић 63’ (пен.) · Кристијан Филиповић 72’ · Балша Радусиновић 78’ · Данијел Бечић 83’ |

| Иларион | није играно | Полет старс |
| ------- | ----------- | ----------- |
|         |             |             |

| Црвена стијена                              | 2 : 1 | Зора              |
| ------------------------------------------- | ----- | ----------------- |
| Александар Вуковић 23’ · Никола Пејовић 37’ |       | Ервин Ћоровић 31’ |

| Олимпико                              | 2 : 3 | Адриа                                                                |
| ------------------------------------- | ----- | -------------------------------------------------------------------- |
| Гојко Стајкић 50’ · Гојко Стајкић 57’ |       | Тодор Раичковић 8’ · Тодор Раичковић 65’ · Иван Ковачевић 70’ (пен.) |

| Рибница | 0 : 3 | Фанс јунајтед                                       |
| ------- | ----- | --------------------------------------------------- |
|         |       | Аои Нишиде 27’ · Аои Нишиде 35’ · Борис Бољевић 90’ |

| Забјело            | 1 : 2 | ОФК Титоград                                   |
| ------------------ | ----- | ---------------------------------------------- |
| Мирко Раичевић 13’ |       | Богдан Челебић 32’ · Антон Ђонлекић 56’ (пен.) |

### 3. коло
| ОФК Титоград | 8 : 1 | Рибница        |
| --- | ----- | -------------- |
| Јован Кљајевић 3’ · Јован Кљајевић 33’ · Јован Кљајевић 43’ · Ненад Мараш 52’ · Ненад Мараш 64’ · Матија Гардашевић 75’ · Ненад Мараш 77’ · Гинџи Ватанабе 87’ (аг.) |       | Суад Мујак 49’ |

| Фанс јунајтед | 11 : 3 | Дрезга                                                           |
| --- | ------ | ---------------------------------------------------------------- |
| Андрија Мугоша 31’ · Милош Поповић 38’ · Борис Бољевић 44’ · Аои Нишиде 46’ · Милош Поповић 55’ · Аои Нишиде 57’ · Аои Нишиде 59’ · Борис Стијеповић 61’ · Борис Тошковић 66’ · Матија Мирановић 85’ · Стефан Аведисовић 89’ |        | Ђорђије Спахић 45’ · Лазар Мартиновић 49’ · Лазар Мартиновић 67’ |

| Зора                                                        | 2 : 2 | Кариоке                                   |
| ----------------------------------------------------------- | ----- | ----------------------------------------- |
| Небојша Јовановић 19’ (пен.) · Небојша Јовановић 33’ (пен.) |       | Владимир Вујисић 39’ · Дино Хуремовић 42’ |

| Зета | 8 : 0 | Олимпико |
| --- | ----- | -------- |
| Данијел Бечић 5’ · Александар Крстовић (бр. 11) 17’ · Кристијан Филиповић 20’ (пен.) · Данијел Бечић 25’ · Богдан Вељић 53’ · Јован Ђукић 60’ · Дамјан Кукуличић 72’ · Дамјан Кукуличић 82’ |       |          |

| Челик | 3 : 0 | Иларион |
| ----- | ----- | ------- |
|       |       |         |

| Адриа | 0 : 3 | Забјело |
| ----- | ----- | ------- |
|       |       |         |

### 4. коло
| Челик                                                     | 3 : 0 | Фанс јунајтед |
| --------------------------------------------------------- | ----- | ------------- |
| Дејан Јањић 2’ · Ристо Мирковић 18’ · Лазар Кецојевић 37’ |       |               |

| Олимпико             | 1 : 5 | Зора                                                                                                   |
| -------------------- | ----- | --- |
| Никола Матановић 58’ |       | Живко Каљевић 1’ (аг.) · Никола Бабић 22’ · Игор Бурић 61’ · Небојша Јовановић 63’ · Марко Стругар 86’ |

| Дрезга               | 1 : 3 | ОФК Титоград                                                     |
| -------------------- | ----- | ---------------------------------------------------------------- |
| Лазар Мартиновић 22’ |       | Антон Ђонлекић 39’ · Ненад Мараш 63’ (пен.) · Антон Ђонлекић 69’ |

| Иларион                            | 2 : 4 | Црвена стијена                                                                          |
| ---------------------------------- | ----- | --------------------------------------------------------------------------------------- |
| Вук Лукић 15’ · Богдан Ђуретић 58’ |       | Александар Раичковић 14’ · Бошко Вукчевић 43’ · Никола Пејовић 69’ · Едисон Авдијај 88’ |

| Забјело                 | 1 : 3 | Зета                                                            |
| ----------------------- | ----- | --------------------------------------------------------------- |
| Андрија Глушчевић 90+4’ |       | Балша Радусиновић 8’ · Дамјан Кукуличић 18’ · Данијел Бечић 23’ |

| Рибница                                | 2 : 3 | Адриа                                                           |
| -------------------------------------- | ----- | --------------------------------------------------------------- |
| Гинџи Ватанабе 39’ · Филип Мијовић 85’ |       | Тодор Раичковић 26’ · Иван Ковачевић 64’ · Иван Ковачевић 90+2’ |

### 5. коло
| ОФК Титоград                            | 2 : 2 | Челик                                    |
| --------------------------------------- | ----- | ---------------------------------------- |
| Антон Ђонлекић 41’ · Антон Ђонлекић 55’ |       | Балша Горановић 19’ · Ристо Мирковић 30’ |

| Зета | 17 : 0 | Рибница |
| --- | ------ | ------- |
| Александар Крстовић (бр. 11) 11’ · Сретен Перуничић 15’ · Кристијан Филиповић 17’ · Богдан Вељић 28’ · Балша Радусиновић 30’ · Александар Крстовић (бр. 11) 38’ · Данијел Бечић 46’ · Александар Крстовић (бр. 11) 47’ · Вук Поповић 58’ · Балша Радусиновић 60’ · Иван Ђуровић 65’ · Балша Радусиновић 66’ · Вук Поповић 72’ · Балша Радусиновић 74’ · Вук Поповић 78’ · Александар Крстовић (бр. 11) 79’ · Вук Поповић 85’ |        |         |

| Зора | 0 : 6 | Забјело |
| ---- | ----- | --- |
|      |       | Алдин Мурадбашић 11’ · Андрија Глушчевић 12’ · Андрија Глушчевић 21’ · Андрија Глушчевић 60’ · Мирко Раичевић 67’ · Марио Гојчевић 76’ |

| Црвена стијена                                               | 3 : 0 | Кариоке |
| ------------------------------------------------------------ | ----- | ------- |
| Никола Пејовић 39’ · Бошко Вукчевић 60’ · Петар Митровић 70’ |       |         |

| Адриа               | 1 : 6 | Дрезга |
| ------------------- | ----- | --- |
| Тодор Раичковић 87’ |       | Никола Добровић 27’ · Никола Добровић 34’ · Никола Добровић 45’ · Павле Турковић 62’ · Лазар Мартиновић 68’ · Лазар Мартиновић 86’ |

| Фанс јунајтед                           | 2 : 0 | Иларион |
| --------------------------------------- | ----- | ------- |
| Борис Стијеповић 43’ · Аои Нишиде 90+5’ |       |         |

### 6. коло
| Дрезга                                                                    | 3 : 7 | Зета |
| ------------------------------------------------------------------------- | ----- | --- |
| Жељко Златичанин 43’ · Лазар Мартиновић 45’ · Жељко Златичанин 75’ (пен.) |       | Данијел Бечић 34’ · Данијел Бечић 37’ · Вуле Вујачић 42’ · Балша Радусиновић 61’ · Сретен Перуничић 65’ (пен.) · Вук Поповић 88’ · Вук Поповић 89’ |

| Олимпико | 0 : 6 | Црвена стијена |
| -------- | ----- | --- |
|          |       | Александар Раичковић 9’ · Бошко Вукчевић 13’ · Никола Радоњић 20’ (пен.) · Александар Раичковић 36’ · Бошко Вукчевић 43’ · Душан Лакушић 81’ |

| Иларион | 7 : 0 | Кариоке |
| --- | ----- | ------- |
| Вук Лукић 45+1’ · Вук Лукић 54’ · Вук Лукић 56’ · Вук Лукић 66’ · Петар Челебић 76’ · Петар Челебић 81’ · Ферид Фетић 88’ |       |         |

| Фанс јунајтед        | 1 : 1 | ОФК Титоград       |
| -------------------- | ----- | ------------------ |
| Никола Раденовић 80’ |       | Богдан Челебић 52’ |

| Челик | 3 : 0 | Адриа |
| ----- | ----- | ----- |
|       |       |       |

| Рибница | 0 : 1 | Зора                |
| ------- | ----- | ------------------- |
|         |       | Елдин Зећировић 71’ |

### 7. коло
| Кариоке                                                                            | 4 : 2 | Олимпико                                |
| ---------------------------------------------------------------------------------- | ----- | --------------------------------------- |
| Андрија Дамјановић 5’ · Балша Јанковић 12’ · Балша Јанковић 32’ · Немања Шалго 63’ |       | Никола Матановић 8’ · Демир Ђоковић 63’ |

| ОФК Титоград                                               | 3 : 1 | Иларион                    |
| ---------------------------------------------------------- | ----- | -------------------------- |
| Лука Лакушић 22’ · Антон Ђонлекић 27’ · Богдан Челебић 69’ |       | Бакир Диздаревић 57’ (аг.) |

| Црвена стијена | 0 : 0 | Забјело |
| -------------- | ----- | ------- |
|                |       |         |

| Зета                                | 2 : 0 | Челик |
| ----------------------------------- | ----- | ----- |
| Данијел Бечић 6’ · Вуле Вујачић 82’ |       |       |

| Зора                                                                           | 4 : 2 | Дрезга                                        |
| ------------------------------------------------------------------------------ | ----- | --------------------------------------------- |
| Иван Перовић 43’ · Никола Бабић 75’ · Небојша Јовановић 88’ · Никола Бабић 89’ |       | Жељко Златичанин 17’ · Жељко Златичанин 90+1’ |

### 8. коло
| Иларион                                                                         | 4 : 1 | Олимпико            |
| ------------------------------------------------------------------------------- | ----- | ------------------- |
| Павле Петричевић 42’ · Вук Лукић 70’ · Богдан Ђуретић 82’ · Бојан Вукићевић 88’ |       | Никола Станишић 43’ |

| Забјело             | 1 : 0 | Кариоке |
| ------------------- | ----- | ------- |
| Алдин Мурадбашић 8’ |       |         |

| Челик | 7 : 0 | Зора |
| --- | ----- | ---- |
| Ристо Мирковић 5’ · Дејан Јањић 11’ · Иван Тољић 39’ · Ристо Мирковић 44’ · Никола Лончар 55’ (пен.) · Момчило Грбовић 89’ · Момчило Грбовић 90’ |       |      |

| Рибница | 0 : 8 | Црвена стијена |
| ------- | ----- | --- |
|         |       | Александар Раичковић 7’ · Немања Распоповић 15’ · Едисон Авдијај 21’ · Александар Вуковић 34’ · Едисон Авдијај 36’ · Бошко Вукчевић 42’ · Александар Вуковић 43’ · Александар Крстовић 47’ |

| Фанс јунајтед | 0 : 3 | Зета                                                  |
| ------------- | ----- | ----------------------------------------------------- |
|               |       | Вук Поповић 55’ · Вук Поповић 67’ · Илија Пулетић 85’ |

### 9. коло
| Олимпико | 0 : 4 | Забјело                                                                              |
| -------- | ----- | ------------------------------------------------------------------------------------ |
|          |       | Андрија Глушчевић 19’ · Мирко Раичевић 23’ · Мирко Раичевић 25’ · Марио Гојчевић 45’ |

| Зета                                     | 2 : 0 | ОФК Титоград |
| ---------------------------------------- | ----- | ------------ |
| Вуле Вујачић 45’ · Балша Радусиновић 88’ |       |              |

| Црвена стијена                                                        | 3 : 2 | Дрезга                                |
| --------------------------------------------------------------------- | ----- | ------------------------------------- |
| Стефан Ивановић 29’ · Душан Лакушић 90+4’ · Александар Крстовић 90+5’ |       | Јован Зејак 22’ · Никола Добровић 75’ |

| Зора                                                            | 3 : 2 | Фанс јунајтед                              |
| --------------------------------------------------------------- | ----- | ------------------------------------------ |
| Елдин Зећировић 42’ · Лука Лакић 72’ (аг.) · Никола Бабић 90+1’ |       | Никола Раденовић 54’ · Андрија Ћосовић 73’ |

| Кариоке | 6 : 0 | Рибница |
| --- | ----- | ------- |
| Марко Картал 4’ · Немања Ђуровић 19’ · Балша Јанковић 21’ · Ервин Бојаџић 59’ · Балша Јанковић 78’ · Димитрије Пејовић 82’ |       |         |

### 10. коло
| Иларион | 0 : 2 | Забјело                                    |
| ------- | ----- | ------------------------------------------ |
|         |       | Мирко Раичевић 51’ · Јован Миладиновић 87’ |

| ОФК Титоград                                                                                             | 5 : 0 | Зора |
| --- | ----- | ---- |
| Антон Ђонлекић 31’ · Јован Кљајевић 55’ · Антон Ђонлекић 60’ · Јован Кљајевић 85’ · Јован Дубљевић 90+2’ |       |      |

| Рибница          | 1 : 2 | Олимпико                                  |
| ---------------- | ----- | ----------------------------------------- |
| Адин Шкријељ 17’ |       | Никола Станишић 77’ · Борис Новаковић 85’ |

| Челик                                     | 2 : 0 | Црвена стијена |
| ----------------------------------------- | ----- | -------------- |
| Балша Горановић 33’ · Петар Тодоровић 61’ |       |                |

| Дрезга | 7 : 2 | Кариоке                                  |
| --- | ----- | ---------------------------------------- |
| Лазар Мартиновић 9’ · Лазар Мартиновић 25’ (пен.) · Лазар Мартиновић 30’ · Жељко Златичанин 35’ · Бојан Лазаревић 41’ · Жељко Златичанин 48’ · Никола Добровић 83’ |       | Василије Мијовић 79’ · Амер Маркишић 80’ |

### 11. коло
| Зета                                                | 3 : 0 | Иларион |
| --------------------------------------------------- | ----- | ------- |
| Иван Шоћ 22’ · Иван Шоћ 33’ · Балша Радусиновић 76’ |       |         |

| Кариоке              | 1 : 4 | Челик                                                                       |
| -------------------- | ----- | --------------------------------------------------------------------------- |
| Јагош Шћепановић 21’ |       | Иван Тољић 4’ · Иван Тољић 41’ · Дејан Јањић 77’ · Никола Лончар 90’ (пен.) |

| Олимпико          | 1 : 3 | Дрезга                                                          |
| ----------------- | ----- | --------------------------------------------------------------- |
| Гојко Стајкић 38’ |       | Никола Добровић 2’ · Милован Влаховић 19’ · Никола Добровић 51’ |

| Забјело | 13 : 1 | Рибница              |
| --- | ------ | -------------------- |
| Милош Кнежевић 7’ · Мирко Раичевић 11’ · Милош Кнежевић 20’ · Мирко Раичевић 22’ · Блажо Џанкић 23’ · Блажо Џанкић 35’ · Милош Кнежевић 38’ · Блажо Џанкић 40’ · Мирко Раичевић 44’ · Андрија Глушчевић 47’ · Андрија Глушчевић 55’ · Данило Вујовић 58’ · Блажо Џанкић 85’ |        | Ајет Скендеровић 44’ |

| Црвена стијена                               | 2 : 4 | Фанс јунајтед                                                                         |
| -------------------------------------------- | ----- | ------------------------------------------------------------------------------------- |
| Александар Крстовић 30’ · Бошко Вукчевић 40’ |       | Аои Нишиде 45’ · Аои Нишиде 55’ (пен.) · Никола Раденовић 65’ · Аои Нишиде 85’ (пен.) |

### 12. коло
| Челик | 9 : 0 | Олимпико |
| --- | ----- | -------- |
| Дејан Јањић 6’ · Немања Ненезић 41’ · Дејан Јањић 46’ · Момчило Грбовић 55’ · Лазар Кецојевић 56’ · Немања Ненезић 73’ · Петар Тодоровић 76’ (пен.) · Лазар Кецојевић 80’ · Иван Тољић 85’ |       |          |

| ОФК Титоград                                                    | 3 : 1 | Црвена стијена                |
| --------------------------------------------------------------- | ----- | ----------------------------- |
| Лука Лакушић 37’ · Матија Гардашевић 61’ · Лазар Дармановић 87’ |       | Александар Вуковић 71’ (пен.) |

| Дрезга                      | 1 : 7 | Забјело |
| --------------------------- | ----- | --- |
| Лазар Мартиновић 61’ (пен.) |       | Андрија Глушчевић 20’ (пен.) · Милош Кнежевић 43’ · Андрија Глушчевић 54’ · Владимир Вратница 73’ · Блажо Џанкић 81’ · Мирко Раичевић 83’ · Павле Раичевић 87’ |

| Иларион                                                               | 4 : 1 | Рибница             |
| --------------------------------------------------------------------- | ----- | ------------------- |
| Вук Лукић 29’ · Вук Лукић 52’ · Дарко Стајкић 72’ · Дарко Стајкић 86’ |       | Кристијан Јунчај 3’ |

| Зета | 7 : 0 | Зора |
| --- | ----- | ---- |
| Вук Поповић 11’ · Александар Крстовић (бр. 11) 12’ · Огњен Батровић 20’ · Вук Поповић 27’ · Александар Крстовић (бр. 11) 36’ · Балша Радусиновић 40’ · Данијел Бечић 80’ |       |      |

| Фанс јунајтед | 10 : 1 | Кариоке            |
| --- | ------ | ------------------ |
| Андрија Ћосовић 13’ · Никола Раденовић 24’ (пен.) · Стефан Аведисовић 42’ · Никола Раденовић 44’ · Аои Нишиде 58’ · Андрија Аџић 75’ · Борис Тошковић 80’ · Никола Раденовић 82’ (пен.) · Аои Нишиде 87’ (пен.) · Аои Нишиде 88’ |        | Немања Ђуровић 25’ |

### 13. коло
| Кариоке           | 1 : 8 | ОФК Титоград |
| ----------------- | ----- | --- |
| Амер Маркишић 53’ |       | Матија Гардашевић 11’ · Лазар Дармановић 17’ · Лазар Дармановић 25’ · Лазар Дармановић 29’ · Денис Кркановић 47’ (пен.) · Јован Кљајевић 51’ · Јован Кљајевић 80’ · Такуто Хамазаки 89’ |

| Олимпико | 0 : 4 | Фанс јунајтед                                                                     |
| -------- | ----- | --------------------------------------------------------------------------------- |
|          |       | Аои Нишиде 23’ · Стефан Аведисовић 26’ · Андрија Ћосовић 31’ · Борис Тошковић 82’ |

| Забјело               | 1 : 1 | Челик           |
| --------------------- | ----- | --------------- |
| Андрија Глушчевић 47’ |       | Дејан Јањић 30’ |

| Зора                                                                                                  | 5 : 2 | Иларион                       |
| --- | ----- | ----------------------------- |
| Никола Бабић 24’ · Никола Бабић 33’ · Елдин Зећировић 38’ · Елдин Зећировић 42’ · Елдин Зећировић 89’ |       | Вук Лукић 62’ · Вук Лукић 81’ |

| Рибница | 0 : 3 | Дрезга |
| ------- | ----- | ------ |
|         |       |        |

### 14. коло
| Рибница              | 1 : 3 | Челик                                                                  |
| -------------------- | ----- | ---------------------------------------------------------------------- |
| Ријад Дервишевић 36’ |       | Лазар Мучалица 43’ · Момчило Грбовић 73’ · Ристо Мирковић 90+2’ (пен.) |

| Олимпико | 0 : 3 | ОФК Титоград                                                              |
| -------- | ----- | ------------------------------------------------------------------------- |
|          |       | Владимир Маровић 27’ (пен.) · Антон Ђонлекић 29’ · Марјан Никач 39’ (аг.) |

| Иларион                                                                    | 4 : 0 | Дрезга |
| -------------------------------------------------------------------------- | ----- | ------ |
| Бојан Вукићевић 37’ · Вук Лукић 70’ · Вук Лукић 79’ (пен.) · Вук Лукић 85’ |       |        |

| Забјело               | 1 : 0 | Фанс јунајтед |
| --------------------- | ----- | ------------- |
| Андрија Глушчевић 35’ |       |               |

| Црвена стијена       | 1 : 0 | Зета |
| -------------------- | ----- | ---- |
| Митар Глобаревић 59’ |       |      |

### 15. коло
| Зета | 6 : 0 | Кариоке |
| --- | ----- | ------- |
| Балша Дробњак 45’ (аг.) · Кристијан Филиповић 53’ · Кристијан Филиповић 55’ · Иван Шоћ 70’ · Раде Дракић 81’ · Бакир Диздаревић 85’ |       |         |

| Челик                                            | 2 : 0 | Дрезга |
| ------------------------------------------------ | ----- | ------ |
| Александар Џанкић 8’ (аг.) · Лазар Кецојевић 16’ |       |        |

| ОФК Титоград                            | 2 : 0 | Забјело |
| --------------------------------------- | ----- | ------- |
| Богдан Челебић 24’ · Антон Ђонлекић 86’ |       |         |

| Зора                                                         | 3 : 4 | Црвена стијена                                                                                |
| ------------------------------------------------------------ | ----- | --------------------------------------------------------------------------------------------- |
| Никола Бабић 24’ · Филип Митровић 51’ · Никола Јовановић 60’ |       | Бошко Вукчевић 7’ · Едисон Авдијај 19’ (пен.) · Александар Раичковић 30’ · Едисон Авдијај 86’ |

| Фанс јунајтед                                                                         | 4 : 1 | Рибница           |
| ------------------------------------------------------------------------------------- | ----- | ----------------- |
| Нусрет Бериша 19’ (аг.) · Аои Нишиде 26’ · Аои Нишиде 61’ (пен.) · Андрија Аџић 90+1’ |       | Филип Мијовић 31’ |

### 16. коло
| Иларион                            | 2 : 2 | Челик                                     |
| ---------------------------------- | ----- | ----------------------------------------- |
| Вук Лукић 11’ · Богдан Ђуретић 76’ |       | Лазар Кецојевић 35’ · Петар Тодоровић 46’ |

| Олимпико | 0 : 12 | Зета |
| -------- | ------ | --- |
|          |        | Балша Радусиновић 27’ · Марко Мујовић 37’ · Марко Мујовић 40’ · Вук Поповић 57’ · Илија Пулетић 65’ · Марко Мујовић 66’ · Иван Шоћ 70’ · Балша Радусиновић 72’ · Иван Шоћ 77’ · Иван Шоћ 80’ · Балша Радусиновић 82’ · Александар Крстовић (бр. 11) 88’ |

| Дрезга                                   | 2 : 2 | Фанс јунајтед                             |
| ---------------------------------------- | ----- | ----------------------------------------- |
| Никола Добровић 60’ · Саша Ђуришић 90+3’ |       | Лазар Дармановић 26’ · Един Кољеновић 40’ |

| Рибница              | 1 : 7 | ОФК Титоград |
| -------------------- | ----- | --- |
| Ријад Дервишевић 48’ |       | Антон Ђонлекић 29’ · Антон Ђонлекић 32’ · Богдан Челебић 37’ · Богдан Челебић 38’ · Матија Гардашевић 75’ · Богдан Челебић 86’ · Богдан Челебић 89’ |

| Кариоке                                                          | 3 : 1 | Зора                 |
| ---------------------------------------------------------------- | ----- | -------------------- |
| Амер Маркишић 45’ · Матија Вукосавловић 50’ · Балша Јанковић 64’ |       | Никола Јовановић 26’ |

### 17. коло
| Зора | 8 : 0 | Олимпико |
| --- | ----- | -------- |
| Шћепан Барјактаревић 4’ · Филип Митровић 7’ · Амар Мујахоџић 11’ (аг.) · Никола Јовановић 12’ · Игор Бурић 13’ · Никола Бабић 22’ · Божидар Антовић 46’ · Никола Бабић 59’ |       |          |

| ОФК Титоград                               | 2 : 0 | Дрезга |
| ------------------------------------------ | ----- | ------ |
| Матија Гардашевић 38’ · Јован Кљајевић 72’ |       |        |

| Зета | 5 : 1 | Забјело            |
| --- | ----- | ------------------ |
| Кристијан Филиповић 20’ · Кристијан Филиповић 24’ · Александар Крстовић (бр. 11) 73’ · Раде Дракић 75’ · Раде Дракић 79’ |       | Мирко Раичевић 52’ |

| Фанс јунајтед         | 1 : 0 | Челик |
| --------------------- | ----- | ----- |
| Миро Томић 74’ (пен.) |       |       |

| Црвена стијена | 0 : 1 | Иларион       |
| -------------- | ----- | ------------- |
|                |       | Вук Лукић 86’ |

### 18. коло
| Челик                                   | 2 : 3 | ОФК Титоград                                             |
| --------------------------------------- | ----- | -------------------------------------------------------- |
| Немања Ненезић 66’ · Немања Ненезић 69’ |       | Лука Лакушић 42’ · Лука Лакушић 47’ · Богдан Челебић 87’ |

| Иларион                                                                   | 3 : 1 | Фанс јунајтед     |
| ------------------------------------------------------------------------- | ----- | ----------------- |
| Филип Вукићевић 8’ · Никола Бјелобрковић 9’ · Павле Петричевић 12’ (пен.) |       | Милић Поповић 31’ |

| Забјело | 9 : 0 | Зора |
| --- | ----- | ---- |
| Андрија Глушчевић 16’ · Владимир Вратница 20’ · Александар Кривокапић 27’ (пен.) · Блажо Џанкић 38’ · Казуки Мера 45’ (пен.) · Матија Прелевић 62’ · Душан Радовић 65’ · Андрија Глушчевић 69’ · Павле Раичевић 81’ |       |      |

| Кариоке                                                                          | 4 : 1 | Црвена стијена     |
| -------------------------------------------------------------------------------- | ----- | ------------------ |
| Лука Вучинић 14’ · Немања Шалго 41’ · Андрија Дамјановић 55’ · Амер Маркишић 61’ |       | Петар Митровић 59’ |

| Рибница | 0 : 7 | Зета |
| ------- | ----- | --- |
|         |       | Марко Мујовић 10’ · Александар Крстовић (бр. 11) 36’ · Вук Поповић 38’ · Раде Дракић 44’ · Илија Пулетић 59’ · Александар Крстовић (бр. 36) 63’ · Илија Пулетић 86’ |

### 19. коло
| Зета | 5 : 1 | Дрезга              |
| --- | ----- | ------------------- |
| Марко Мујовић 3’ · Сретен Перуничић 14’ · Балша Радусиновић 54’ · Александар Крстовић (бр. 11) 56’ · Александар Крстовић (бр. 11) 82’ (пен.) |       | Никола Добровић 10’ |

| Црвена стијена                                                      | 3 : 1 | Олимпико          |
| ------------------------------------------------------------------- | ----- | ----------------- |
| Филип Радоњић 26’ · Петар Ћалић 76’ · Митар Глобаревић 90+1’ (пен.) |       | Кадрија Ђокај 71’ |

| Зора | 5 : 3 | Рибница                                              |
| --- | ----- | ---------------------------------------------------- |
| Филип Митровић 9’ · Елдин Зећировић 23’ · Марко Стругар 39’ · Елдин Зећировић 51’ · Шћепан Барјактаревић 90+3’ |       | Гинџи Ватанабе 53’ · Анес Мурић 63’ · Анес Мурић 70’ |

| ОФК Титоград | 3 : 0 | Фанс јунајтед |
| ------------ | ----- | ------------- |
|              |       |               |

| Кариоке                  | 1 : 6 | Иларион                                                                                              |
| ------------------------ | ----- | --- |
| Амер Маркишић 38’ (пен.) |       | Дарко Стајкић 5’ · Вук Лукић 13’ · Вук Лукић 27’ · Петар Челебић 45’ · Вук Лукић 63’ · Вук Лукић 65’ |

### 20. коло
| Дрезга | 7 : 1 | Зора               |
| --- | ----- | ------------------ |
| Павле Турковић 20’ · Омар Лекић 45’ · Лазар Мартиновић 49’ (пен.) · Никола Добровић 52’ · Данијел Пурић 55’ · Александар Бошковић 58’ · Никола Добровић 72’ |       | Филип Митровић 36’ |

| Челик | 0 : 3 | Зета                                                                        |
| ----- | ----- | --------------------------------------------------------------------------- |
|       |       | Кристијан Филиповић 2’ · Александар Крстовић (бр. 11) 78’ · Раде Дракић 88’ |

| Олимпико | 0 : 2 | Кариоке                                |
| -------- | ----- | -------------------------------------- |
|          |       | Балша Јанковић 11’ · Балша Дробњак 50’ |

| Забјело            | 1 : 0 | Црвена стијена |
| ------------------ | ----- | -------------- |
| Милош Кнежевић 60’ |       |                |

| Иларион       | 1 : 0 | ОФК Титоград |
| ------------- | ----- | ------------ |
| Вук Лукић 11’ |       |              |

### 21. коло
| Зета | 8 : 0 | Фанс јунајтед |
| --- | ----- | ------------- |
| Александар Крстовић (бр. 11) 20’ · Вук Поповић 32’ · Иван Ђуровић 47’ · Александар Крстовић (бр. 11) 49’ · Балша Радусиновић 50’ · Владимир Вујошевић 58’ (аг.) · Раде Дракић 74’ · Балша Радусиновић 76’ |       |               |

| Олимпико | 0 : 4 | Иларион                                                                            |
| -------- | ----- | ---------------------------------------------------------------------------------- |
|          |       | Никола Бјелобрковић 17’ · Вук Лукић 53’ (пен.) · Вук Лукић 71’ · Петар Челебић 80’ |

| Кариоке | 0 : 4 | Забјело                                                                            |
| ------- | ----- | ---------------------------------------------------------------------------------- |
|         |       | Мирко Раичевић 40’ · Милош Кнежевић 52’ · Мирко Раичевић 63’ · Матија Прелевић 75’ |

| Црвена стијена                                    | 2 : 0 | Рибница |
| ------------------------------------------------- | ----- | ------- |
| Алекса Томашевић 16’ · Александар Вукадиновић 90’ |       |         |

| Зора                | 1 : 7 | Челик |
| ------------------- | ----- | --- |
| Елдин Зећировић 29’ |       | Никша Драшковић 24’ · Ристо Мирковић 53’ (пен.) · Момчило Грбовић 68’ · Ристо Мирковић 70’ · Ристо Мирковић 71’ · Дејан Јањић 81’ · Иван Тољић 89’ |

### 22. коло
| Дрезга                                                            | 3 : 2 | Црвена стијена                               |
| ----------------------------------------------------------------- | ----- | -------------------------------------------- |
| Лазар Мартиновић 27’ · Бојан Лазаревић 31’ · Лазар Мартиновић 59’ |       | Александар Раичковић 23’ · Милош Пејурић 54’ |

| Фанс јунајтед | 8 : 2 | Зора                                               |
| --- | ----- | -------------------------------------------------- |
| Стефан Аведисовић 28’ · Аои Нишиде 41’ · Аои Нишиде 46’ · Лазар Дармановић 49’ · Борис Стијеповић 71’ · Стефан Аведисовић 76’ · Балша Бурић 80’ · Лазар Дармановић 84’ |       | Шћепан Барјактаревић 64’ (пен.) · Никола Бабић 78’ |

| ОФК Титоград      | 1 : 3 | Зета                                                                                         |
| ----------------- | ----- | -------------------------------------------------------------------------------------------- |
| Богдан Челебић 8’ |       | Сретен Перуничић 45+2’ · Александар Крстовић (бр. 11) 61’ · Александар Крстовић (бр. 11) 86’ |

| Рибница                                                                              | 4 : 1 | Кариоке           |
| ------------------------------------------------------------------------------------ | ----- | ----------------- |
| Ервин Ћоровић 10’ · Ервин Ћоровић 24’ · Бајрам Аџовић 55’ · Александар Јовановић 86’ |       | Амер Маркишић 12’ |

| Забјело                                    | 2 : 0 | Олимпико |
| ------------------------------------------ | ----- | -------- |
| Енес Аџовић 57’ (аг.) · Милош Кнежевић 65’ |       |          |

### 23. коло
| Олимпико             | 1 : 3 | Рибница                                                     |
| -------------------- | ----- | ----------------------------------------------------------- |
| Амел Мустагрудић 82’ |       | Мирко Мирановић 21’ · Ервин Ћоровић 47’ · Ервин Ћоровић 50’ |

| Кариоке | 0 : 9 | Дрезга |
| ------- | ----- | --- |
|         |       | Саша Ђуришић 5’ · Лазар Мартиновић 31’ · Бојан Лазаревић 40’ · Лазар Мартиновић 44’ · Лазар Мартиновић 47’ · Омар Лекић 50’ · Дарко Рајковић 58’ · Лазар Мартиновић 81’ · Данијел Пурић 90’ |

| Зора                                | 2 : 4 | ОФК Титоград                                                                           |
| ----------------------------------- | ----- | -------------------------------------------------------------------------------------- |
| Никола Бабић 18’ · Никола Бабић 75’ |       | Никола Матановић 58’ · Богдан Челебић 70’ · Јован Кљајевић 73’ · Матија Гардашевић 90’ |

| Црвена стијена                            | 2 : 3 | Челик                                                        |
| ----------------------------------------- | ----- | ------------------------------------------------------------ |
| Митар Глобаревић 77’ · Едисон Авдијај 87’ |       | Ристо Мирковић 15’ · Немања Ненезић 24’ · Ристо Мирковић 32’ |

| Забјело            | 1 : 2 | Иларион                                          |
| ------------------ | ----- | ------------------------------------------------ |
| Мирко Раичевић 64’ |       | Никола Бјелобрковић 9’ · Никола Бјелобрковић 70’ |

### 24. коло
| Дрезга | 12 : 1 | Олимпико         |
| --- | ------ | ---------------- |
| Никола Добровић 3’ · Лазар Мартиновић 7’ · Лазар Мартиновић 11’ · Лазар Мартиновић 16’ · Никола Добровић 41’ · Никола Добровић 49’ · Никола Добровић 57’ · Лазар Мартиновић 59’ · Никола Добровић 64’ · Лазар Мартиновић 78’ · Лазар Мартиновић 86’ · Павле Турковић 89’ |        | Доминик Деда 64’ |

| Челик | 3 : 0 | Кариоке |
| ----- | ----- | ------- |
|       |       |         |

| Фанс јунајтед                                                                | 4 : 1 | Црвена стијена       |
| ---------------------------------------------------------------------------- | ----- | -------------------- |
| Аои Нишиде 41’ · Филип Вуковић 42’ (аг.) · Аои Нишиде 89’ · Аои Нишиде 90+1’ |       | Митар Глобаревић 88’ |

| Иларион              | 1 : 1 | Зета              |
| -------------------- | ----- | ----------------- |
| Павле Петричевић 12’ |       | Илија Пулетић 89’ |

| Рибница | 0 : 3 | Забјело |
| ------- | ----- | ------- |
|         |       |         |

### 25. коло
| Олимпико | 0 : 3 | Челик |
| -------- | ----- | ----- |
|          |       |       |

| Зора | 0 : 3 | Зета |
| ---- | ----- | ---- |
|      |       |      |

| Забјело | 0 : 3 | Дрезга                                                          |
| ------- | ----- | --------------------------------------------------------------- |
|         |       | Павле Турковић 65’ · Жељко Златичанин 82’ · Никола Добровић 90’ |

| Црвена стијена                         | 2 : 1 | ОФК Титоград         |
| -------------------------------------- | ----- | -------------------- |
| Марко Секулић 14’ · Никола Пејовић 22’ |       | Никола Матановић 28’ |

| Кариоке           | 1 : 4 | Фанс јунајтед                                                                          |
| ----------------- | ----- | -------------------------------------------------------------------------------------- |
| Анел Маркишић 60’ |       | Стефан Аведисовић 10’ · Стефан Аведисовић 40’ · Лазар Дармановић 53’ · Балша Бурић 89’ |

| Рибница | 0 : 7 | Иларион |
| ------- | ----- | --- |
|         |       | Вук Лукић 2’ · Дарко Стајкић 14’ · Вук Лукић 20’ · Вук Лукић 34’ · Вук Лукић 45’ · Павле Петричевић 72’ · Вук Лукић 90’ |

### 26. коло
| Фанс јунајтед                                                                            | 5 : 1 | Олимпико             |
| ---------------------------------------------------------------------------------------- | ----- | -------------------- |
| Аои Нишиде 19’ · Миро Томић 44’ · Павле Ковачевић 54’ · Аои Нишиде 61’ · Балша Бурић 90’ |       | Амел Мустагрудић 71’ |

| Челик | 0 : 3 | Забјело                                                        |
| ----- | ----- | -------------------------------------------------------------- |
|       |       | Милош Кнежевић 8’ · Владимир Вратница 19’ · Марио Гојчевић 56’ |

| ОФК Титоград                                               | 3 : 1 | Кариоке                |
| ---------------------------------------------------------- | ----- | ---------------------- |
| Антон Ђонлекић 52’ · Лука Лакушић 78’ · Богдан Челебић 80’ |       | Андрија Дамјановић 42’ |

| Иларион | 0 : 3 | Зора |
| ------- | ----- | ---- |
|         |       |      |

| Дрезга                                                                                 | 4 : 3 | Рибница                                                   |
| -------------------------------------------------------------------------------------- | ----- | --------------------------------------------------------- |
| Никола Добровић 42’ · Никола Добровић 56’ · Лазар Мартиновић 66’ · Никола Добровић 89’ |       | Бајрам Аџовић 18’ · Ервин Ћоровић 21’ · Ервин Ћоровић 72’ |

## Табела и статистика
| Мјесто | Екипа          | Играно | Побједа | Неријешено | Изгубио | Дао гол. | При. гол. | Гол-разлика | Бодови | Напомене            |
| ------ | -------------- | ------ | ------- | ---------- | ------- | -------- | --------- | ----------- | ------ | ------------------- |
| 1.     | Зета           | 22     | 19      | 2          | 1       | 112      | 9         | +103        | 59     | Бараж за Другу лигу |
| 2.     | ОФК Титоград   | 22     | 16      | 2          | 4       | 68       | 23        | +45         | 50     |                     |
| 3.     | Челик          | 22     | 14      | 3          | 5       | 68       | 22        | +46         | 44     | (-1)                |
| 4.     | Забјело        | 22     | 14      | 2          | 6       | 64       | 21        | +43         | 44     |                     |
| 5.     | Иларион        | 22     | 11      | 3          | 8       | 55       | 37        | +18         | 36     |                     |
| 6.     | Фанс јунајтед  | 22     | 12      | 2          | 8       | 67       | 42        | +25         | 35     | (-3)                |
| 7.     | Црвена стијена | 22     | 11      | 2          | 9       | 47       | 35        | +12         | 35     |                     |
| 8.     | Дрезга         | 22     | 9       | 2          | 11      | 70       | 68        | +2          | 29     |                     |
| 9.     | Зора           | 22     | 8       | 1          | 13      | 47       | 84        | -37         | 24     | (-1)                |
| 10.    | Кариоке        | 22     | 5       | 1          | 16      | 30       | 92        | -62         | 16     |                     |
| 11.    | Рибница        | 22     | 2       | 0          | 20      | 20       | 117       | -97         | 6      |                     |
| 12.    | Олимпико       | 22     | 1       | 0          | 21      | 11       | 109       | -98         | 2      | (-1)                |
| 13.    | Адриа          | 0      | 0       | 0          | 0       | 0        | 0         | 0           | 0      | Искључена           |
| 14.    | Полет старс    | 0      | 0       | 0          | 0       | 0        | 0         | 0           | 0      | Одустао             |

- Зета иде у бараж за пласман у Другу лигу;
- Челик -1 бод;
- Фанс јунајтед -3 бод;
- Зора -1 бода;
- Олимпико -1 бод;

| Првак Треће лиге Црне Горе — Центар |
| ----------------------------------- |
| Зета 1. Титула                      |

### Позиције на табели по колима
|     | Екипа          | 1                    | 2                    | 3                    | 4                    | 5                    | 6                    | 7                      | 8                      | 9                      | 10                     | 11                     | 12                     | 13                     | 14                     | 15                     | 16                     | 17                     | 18                     | 19                     | 20                     | 21                     | 22                     | 23                     | 24                     | 25                     | 26                     |
| --- | -------------- | -------------------- | -------------------- | -------------------- | -------------------- | -------------------- | -------------------- | ---------------------- | ---------------------- | ---------------------- | ---------------------- | ---------------------- | ---------------------- | ---------------------- | ---------------------- | ---------------------- | ---------------------- | ---------------------- | ---------------------- | ---------------------- | ---------------------- | ---------------------- | ---------------------- | ---------------------- | ---------------------- | ---------------------- | ---------------------- |
| 1.  | Адриа          | 4                    | 3                    | 6                    | 4                    | 5                    | 6                    | Искључена из такмичења | Искључена из такмичења | Искључена из такмичења | Искључена из такмичења | Искључена из такмичења | Искључена из такмичења | Искључена из такмичења | Искључена из такмичења | Искључена из такмичења | Искључена из такмичења | Искључена из такмичења | Искључена из такмичења | Искључена из такмичења | Искључена из такмичења | Искључена из такмичења | Искључена из такмичења | Искључена из такмичења | Искључена из такмичења | Искључена из такмичења | Искључена из такмичења |
| 2.  | Дрезга         | 6                    | 9                    | 10                   | 10                   | 9                    | 9                    | 10                     | 10                     | 10                     | 10                     | 9                      | 9                      | 9                      | 9                      | 9                      | 9                      | 9                      | 9                      | 10                     | 10                     | 10                     | 9                      | 9                      | 9                      | 8                      | 8                      |
| 3.  | Забјело        | 3                    | 6                    | 4                    | 6                    | 6                    | 7                    | 7                      | 5                      | 5                      | 5                      | 5                      | 4                      | 4                      | 4                      | 4                      | 4                      | 4                      | 4                      | 4                      | 4                      | 4                      | 3                      | 4                      | 4                      | 4                      | 4                      |
| 4.  | Зета           | 8                    | 4                    | 3                    | 3                    | 1                    | 1                    | 1                      | 1                      | 1                      | 1                      | 1                      | 1                      | 1                      | 1                      | 1                      | 1                      | 1                      | 1                      | 1                      | 1                      | 1                      | 1                      | 1                      | 1                      | 1                      | 1                      |
| 5.  | Зора           | 13                   | 10                   | 9                    | 8                    | 8                    | 8                    | 6                      | 7                      | 6                      | 6                      | 6                      | 7                      | 7                      | 7                      | 7                      | 7                      | 7                      | 8                      | 7                      | 8                      | 8                      | 8                      | 8                      | 8                      | 9                      | 9                      |
| 6.  | Иларион        | 5                    | 8                    | 8                    | 9                    | 10                   | 10                   | 8                      | 8                      | 8                      | 8                      | 8                      | 8                      | 8                      | 8                      | 8                      | 8                      | 8                      | 7                      | 8                      | 7                      | 6                      | 6                      | 6                      | 7                      | 7                      | 5                      |
| 7.  | Кариоке        | 9                    | 12                   | 11                   | 11                   | 11                   | 11                   | 9                      | 9                      | 9                      | 9                      | 10                     | 10                     | 10                     | 10                     | 10                     | 10                     | 10                     | 9                      | 9                      | 9                      | 9                      | 10                     | 10                     | 10                     | 10                     | 10                     |
| 8.  | Олимпико       | 11                   | 12                   | 12                   | 12                   | 12                   | 12                   | 11                     | 11                     | 11                     | 11                     | 11                     | 11                     | 11                     | 11                     | 11                     | 11                     | 11                     | 11                     | 11                     | 11                     | 11                     | 11                     | 12                     | 12                     | 12                     | 12                     |
| 9.  | Полет старс    | Одустао од такмичења | Одустао од такмичења | Одустао од такмичења | Одустао од такмичења | Одустао од такмичења | Одустао од такмичења | Одустао од такмичења   | Одустао од такмичења   | Одустао од такмичења   | Одустао од такмичења   | Одустао од такмичења   | Одустао од такмичења   | Одустао од такмичења   | Одустао од такмичења   | Одустао од такмичења   | Одустао од такмичења   | Одустао од такмичења   | Одустао од такмичења   | Одустао од такмичења   | Одустао од такмичења   | Одустао од такмичења   | Одустао од такмичења   | Одустао од такмичења   | Одустао од такмичења   | Одустао од такмичења   | Одустао од такмичења   |
| 10. | Рибница        | 12                   | 13                   | 13                   | 13                   | 13                   | 13                   | 12                     | 12                     | 12                     | 12                     | 12                     | 12                     | 12                     | 12                     | 12                     | 12                     | 12                     | 12                     | 12                     | 12                     | 12                     | 12                     | 11                     | 11                     | 11                     | 11                     |
| 11. | ОФК Титоград   | 2                    | 2                    | 2                    | 2                    | 3                    | 3                    | 2                      | 2                      | 3                      | 3                      | 4                      | 3                      | 3                      | 3                      | 3                      | 2                      | 2                      | 2                      | 2                      | 2                      | 2                      | 2                      | 2                      | 2                      | 2                      | 2                      |
| 12. | Фанс јунајтед  | 10                   | 7                    | 5                    | 7                    | 7                    | 5                    | 5                      | 6                      | 7                      | 7                      | 7                      | 6                      | 6                      | 6                      | 6                      | 6                      | 6                      | 6                      | 6                      | 6                      | 7                      | 7                      | 7                      | 5                      | 5                      | 6                      |
| 13. | Црвена стијена | 7                    | 5                    | 7                    | 5                    | 4                    | 4                    | 3                      | 3                      | 2                      | 2                      | 3                      | 5                      | 5                      | 5                      | 5                      | 5                      | 5                      | 5                      | 5                      | 5                      | 5                      | 5                      | 5                      | 6                      | 6                      | 7                      |
| 14. | Челик          | 1                    | 1                    | 1                    | 1                    | 2                    | 2                    | 4                      | 4                      | 4                      | 4                      | 2                      | 2                      | 2                      | 2                      | 2                      | 3                      | 3                      | 3                      | 3                      | 3                      | 3                      | 4                      | 3                      | 3                      | 3                      | 3                      |

### Домаћин - гост табела
| М   | Клуб               | Одиг. као домаћин | Поб. | Нер. | Пор. | ГД | ГП | ГР  | Бод. | Одиг. као гост | Поб. | Нер. | Пор. | ГД | ГП | ГР  | Бод. |
| --- | ------------------ | ----------------- | ---- | ---- | ---- | -- | -- | --- | ---- | -------------- | ---- | ---- | ---- | -- | -- | --- | ---- |
| 1.  | Зета               | 11                | 10   | 1    | 0    | 63 | 2  | +61 | 31   | 11             | 9    | 1    | 1    | 49 | 7  | +42 | 28   |
| 2.  | ОФК Титоград       | 11                | 9    | 1    | 1    | 36 | 9  | +27 | 28   | 11             | 7    | 1    | 3    | 32 | 14 | +18 | 22   |
| 3.  | Челик (-1)         | 11                | 8    | 0    | 3    | 39 | 9  | +30 | 24   | 11             | 6    | 3    | 2    | 29 | 13 | +16 | 21   |
| 4.  | Забјело            | 11                | 6    | 1    | 4    | 31 | 12 | +19 | 19   | 11             | 8    | 1    | 2    | 33 | 9  | +24 | 25   |
| 5.  | Иларион            | 11                | 6    | 2    | 3    | 28 | 15 | +13 | 20   | 11             | 5    | 1    | 5    | 27 | 22 | +5  | 16   |
| 6.  | Фанс јунајтед (-3) | 11                | 8    | 1    | 2    | 47 | 16 | +31 | 25   | 11             | 4    | 1    | 6    | 20 | 26 | -6  | 13   |
| 7.  | Црвена стијена     | 11                | 7    | 1    | 3    | 20 | 13 | +7  | 22   | 11             | 4    | 1    | 6    | 27 | 22 | +5  | 13   |
| 8.  | Дрезга             | 11                | 5    | 2    | 4    | 44 | 36 | +8  | 17   | 11             | 4    | 0    | 7    | 26 | 32 | -6  | 12   |
| 9.  | Зора (-1)          | 11                | 5    | 1    | 5    | 33 | 35 | -2  | 16   | 11             | 3    | 0    | 8    | 14 | 49 | -35 | 9    |
| 10. | Кариоке            | 11                | 4    | 0    | 7    | 21 | 46 | -25 | 12   | 11             | 1    | 1    | 9    | 9  | 46 | -37 | 4    |
| 11. | Рибница            | 11                | 1    | 0    | 10   | 7  | 45 | -38 | 3    | 11             | 1    | 0    | 10   | 13 | 72 | -59 | 3    |
| 12. | Олимпико (-1)      | 11                | 0    | 0    | 11   | 3  | 49 | -46 | 0    | 11             | 1    | 0    | 10   | 8  | 60 | -52 | 3    |
| 13. | Адриа              | 0                 | 0    | 0    | 0    | 0  | 0  | 0   | 0    | 0              | 0    | 0    | 0    | 0  | 0  | 0   | 0    |
| 14. | Полет старс        | 0                 | 0    | 0    | 0    | 0  | 0  | 0   | 0    | 0              | 0    | 0    | 0    | 0  | 0  | 0   | 0    |

## Листа стријелаца
| Позиција | Држава    | Играч                  | Екипа                      | Број голова | Голови из пенала |
| -------- | --------- | ---------------------- | -------------------------- | ----------- | ---------------- |
| 1.       | Црна Гора | Вук Лукић              | Иларион                    | 30          | 3                |
| 2.       | Црна Гора | Лазар Мартиновић       | Дрезга                     | 26          | 4                |
| 3.       | Јапан     | Аои Нишиде             | Фанс јунајтед              | 22          | 4                |
| 4.       | Црна Гора | Александар Крстовић    | Зета                       | 18          | 0                |
| 5.       | Црна Гора | Антон Ђонлекић         | ОФК Титоград               | 16          | 1                |
| 5.       | Црна Гора | Балша Радусиновић      | Зета                       | 16          | 0                |
| 7.       | Црна Гора | Мирко Раичевић         | Забјело                    | 14          | 1                |
| 8.       | Црна Гора | Ристо Мирковић         | Челик                      | 13          | 3                |
| 8.       | Црна Гора | Богдан Челебић         | ОФК Титоград               | 13          | 0                |
| 8.       | Црна Гора | Андрија Глушчевић      | Забјело                    | 13          | 1                |
| 8.       | Црна Гора | Вук Поповић            | Зета                       | 13          | 0                |
| 12.      | Црна Гора | Никола Бабић           | Зора                       | 12          | 0                |
| 13.      | Црна Гора | Дејан Јањић            | Челик                      | 10          | 0                |
| 14.      | Црна Гора | Кристијан Филиповић    | Зета                       | 9           | 1                |
| 14.      | Црна Гора | Данијел Бечић          | Зета                       | 9           | 0                |
| 14.      | Црна Гора | Јован Кљајевић         | ОФК Титоград               | 9           | 0                |
| 17.      | Црна Гора | Елдин Зећировић        | Зора                       | 8           | 0                |
| 17.      | Црна Гора | Милош Кнежевић         | Забјело                    | 8           | 0                |
| 17.      | Црна Гора | Лазар Дармановић       | ОФК Титоград Фанс јунајтед | 8           | 0                |
| 20       | Црна Гора | Никола Раденовић       | Фанс јунајтед              | 7           | 2                |
| 20       | Црна Гора | Немања Ненезић         | Челик                      | 7           | 0                |
| 20       | Црна Гора | Ервин Ћоровић          | Зора Рибница               | 7           | 0                |
| 20       | Црна Гора | Стефан Аведисовић      | Фанс јунајтед              | 7           | 0                |
| 20       | Црна Гора | Бошко Вукчевић         | Црвена стијена             | 7           | 0                |
| 20       | Црна Гора | Жељко Златичанин       | Дрезга                     | 7           | 1                |
| 26.      | Црна Гора | Матија Гардашевић      | ОФК Титоград               | 6           | 0                |
| 26.      | Црна Гора | Александар Раичковић   | Црвена стијена             | 6           | 0                |
| 26.      | Црна Гора | Едисон Авдијај         | Црвена стијена             | 6           | 1                |
| 26.      | Црна Гора | Балша Јанковић         | Кариоке                    | 6           | 0                |
| 26.      | Црна Гора | Амер Маркишић          | Кариоке                    | 6           | 0                |
| 26.      | Црна Гора | Иван Шоћ               | Зета                       | 6           | 0                |
| 26.      | Црна Гора | Блажо Џанкић           | Забјело                    | 6           | 0                |
| 26.      | Црна Гора | Раде Дракић            | Зета                       | 6           | 0                |
| 34.      | Црна Гора | Лазар Кецојевић        | Челик                      | 5           | 0                |
| 34.      | Црна Гора | Лука Лакушић           | ОФК Титоград               | 5           | 0                |
| 34.      | Црна Гора | Иван Тољић             | Челик                      | 5           | 0                |
| 34.      | Црна Гора | Момчило Грбовић        | Челик                      | 5           | 0                |
| 34.      | Црна Гора | Илија Пулетић          | Зета                       | 5           | 0                |
| 34.      | Црна Гора | Марко Мујовић          | Зета                       | 5           | 0                |
| 40.      | Црна Гора | Бојан Лазаревић        | Дрезга                     | 4           | 0                |
| 40.      | Црна Гора | Владимир Вратница      | Забјело                    | 4           | 1                |
| 40.      | Црна Гора | Вуле Вујачић           | Зета                       | 4           | 1                |
| 40.      | Црна Гора | Александар Вуковић     | Црвена стијена             | 4           | 1                |
| 40.      | Црна Гора | Никола Пејовић         | Црвена стијена             | 4           | 0                |
| 40.      | Црна Гора | Ненад Мараш            | ОФК Титоград               | 4           | 1                |
| 40.      | Црна Гора | Небојша Јовановић      | Зора                       | 4           | 2                |
| 40.      | Црна Гора | Сретен Перуничић       | Зета                       | 4           | 1                |
| 40.      | Црна Гора | Петар Челебић          | Иларион                    | 4           | 0                |
| 40.      | Црна Гора | Никола Матановић       | Олимпико ОФК Титоград      | 4           | 0                |
| 40.      | Црна Гора | Павле Петричевић       | Иларион                    | 4           | 1                |
| 40.      | Црна Гора | Александар Крстовић    | Црвена стијена Зета        | 4           | 0                |
| 40.      | Црна Гора | Дарко Стајкић          | Иларион                    | 4           | 0                |
| 40.      | Црна Гора | Митар Глобаревић       | Црвена стијена             | 4           | 1                |
| 40.      | Црна Гора | Филип Митровић         | Зора                       | 4           | 0                |
| 40.      | Црна Гора | Никола Бјелобрковић    | Иларион                    | 4           | 0                |
| 56.      | Црна Гора | Бојан Вукићевић        | Иларион                    | 3           | 0                |
| 56.      | Црна Гора | Балша Горановић        | Челик                      | 3           | 0                |
| 56.      | Црна Гора | Борис Стијеповић       | Фанс јунајтед              | 3           | 0                |
| 56.      | Црна Гора | Борис Тошковић         | Фанс јунајтед              | 3           | 0                |
| 56.      | Црна Гора | Дамјан Кукуличић       | Зета                       | 3           | 0                |
| 56.      | Црна Гора | Богдан Ђуретић         | Иларион                    | 3           | 0                |
| 56.      | Црна Гора | Марио Гојчевић         | Забјело                    | 3           | 0                |
| 56.      | Црна Гора | Андрија Дамјановић     | Кариоке                    | 3           | 0                |
| 56.      | Црна Гора | Андрија Ћосовић        | Фанс јунајтед              | 3           | 0                |
| 56.      | Црна Гора | Петар Тодоровић        | Челик                      | 3           | 1                |
| 56.      | Црна Гора | Никола Јовановић       | Рибница                    | 3           | 0                |
| 56.      | Црна Гора | Шћепан Барјактаревић   | Зора                       | 3           | 1                |
| 56.      | Црна Гора | Павле Турковић         | Дрезга                     | 3           | 0                |
| 56.      | Црна Гора | Балша Бурић            | Фанс јунајтед              | 3           | 0                |
| 70.      | Црна Гора | Лазар Мучалица         | Челик                      | 2           | 0                |
| 70.      | Црна Гора | Јован Зејак            | Дрезга                     | 2           | 0                |
| 70.      | Црна Гора | Огњен Батровић         | Зета                       | 2           | 0                |
| 70.      | Црна Гора | Борис Бољевић          | Фанс јунајтед              | 2           | 0                |
| 70.      | Црна Гора | Милош Поповић          | Фанс јунајтед              | 2           | 0                |
| 70.      | Црна Гора | Богдан Вељић           | Зета                       | 2           | 0                |
| 70.      | Црна Гора | Игор Бурић             | Зора                       | 2           | 0                |
| 70.      | Црна Гора | Марко Стругар          | Зора                       | 2           | 0                |
| 70.      | Црна Гора | Иван Ђуровић           | Зета                       | 2           | 0                |
| 70.      | Црна Гора | Алдин Мурадбашић       | Забјело                    | 2           | 0                |
| 70.      | Црна Гора | Петар Митровић         | Црвена стијена             | 2           | 0                |
| 70.      | Црна Гора | Душан Лакушић          | Црвена стијена             | 2           | 0                |
| 70.      | Црна Гора | Немања Шалго           | Кариоке                    | 2           | 0                |
| 70.      | Црна Гора | Никола Станишић        | Олимпико                   | 2           | 0                |
| 70.      | Црна Гора | Никола Лончар          | Челик                      | 2           | 2                |
| 70.      | Црна Гора | Немања Ђуровић         | Кариоке                    | 2           | 0                |
| 70.      | Црна Гора | Павле Раичевић         | Забјело                    | 2           | 0                |
| 70.      | Црна Гора | Андрија Аџић           | Фанс јунајтед              | 2           | 0                |
| 70.      | Црна Гора | Ријад Дервишевић       | Рибница                    | 2           | 0                |
| 70.      | Црна Гора | Саша Ђуришић           | Дрезга                     | 2           | 0                |
| 70.      | Црна Гора | Миро Томић             | Фанс јунајтед              | 2           | 1                |
| 70.      | Црна Гора | Матија Прелевић        | Забјело                    | 2           | 0                |
| 70.      | Црна Гора | Анес Мурић             | Рибница                    | 2           | 0                |
| 70.      | Црна Гора | Омар Лекић             | Дрезга                     | 2           | 0                |
| 70.      | Црна Гора | Данијел Пурић          | Дрезга                     | 2           | 0                |
| 70.      | Црна Гора | Бајрам Аџовић          | Рибница                    | 2           | 0                |
| 70.      | Црна Гора | Амел Мустагрудић       | Олимпико                   | 2           | 0                |
| 97.      | Црна Гора | Андрија Горановић      | Челик                      | 1           | 0                |
| 97.      | Црна Гора | Милош Вукчевић         | Забјело                    | 1           | 0                |
| 97.      | Црна Гора | Суад Мујак             | Рибница                    | 1           | 0                |
| 97.      | Црна Гора | Андрија Мугоша         | Фанс јунајтед              | 1           | 0                |
| 97.      | Црна Гора | Матија Мирановић       | Фанс јунајтед              | 1           | 0                |
| 97.      | Црна Гора | Ђорђије Спахић         | Дрезга                     | 1           | 0                |
| 97.      | Црна Гора | Владимир Вујисић       | Кариоке                    | 1           | 0                |
| 97.      | Црна Гора | Дино Хуремовић         | Кариоке                    | 1           | 0                |
| 97.      | Црна Гора | Јован Ђукић            | Зета                       | 1           | 0                |
| 97.      | Црна Гора | Никола Радоњић         | Црвена стијена             | 1           | 1                |
| 97.      | Црна Гора | Ферид Фетић            | Иларион                    | 1           | 0                |
| 97.      | Црна Гора | Демир Ђоковић          | Олимпико                   | 1           | 0                |
| 97.      | Црна Гора | Иван Перовић           | Зора                       | 1           | 0                |
| 97.      | Црна Гора | Немања Распоповић      | Црвена стијена             | 1           | 0                |
| 97.      | Црна Гора | Стефан Ивановић        | Црвена стијена             | 1           | 0                |
| 97.      | Црна Гора | Марко Картал           | Кариоке                    | 1           | 0                |
| 97.      | Црна Гора | Ервин Бојаџић          | Кариоке                    | 1           | 0                |
| 97.      | Црна Гора | Димитрије Пејовић      | Кариоке                    | 1           | 0                |
| 97.      | Црна Гора | Јован Дубљевић         | ОФК Титоград               | 1           | 0                |
| 97.      | Јапан     | Јован Миладиновић      | Забјело                    | 1           | 0                |
| 97.      | Црна Гора | Адин Шкријељ           | Рибница                    | 1           | 0                |
| 97.      | Црна Гора | Борис Новаковић        | Олимпико                   | 1           | 0                |
| 97.      | Црна Гора | Василије Мијовић       | Кариоке                    | 1           | 0                |
| 97.      | Црна Гора | Јагош Шћепановић       | Кариоке                    | 1           | 0                |
| 97.      | Црна Гора | Гојко Стајкић          | Олимпико                   | 1           | 0                |
| 97.      | Црна Гора | Милован Влаховић       | Дрезга                     | 1           | 0                |
| 97.      | Црна Гора | Ајет Скендеровић       | Рибница                    | 1           | 0                |
| 97.      | Црна Гора | Данило Вујовић         | Забјело                    | 1           | 0                |
| 97.      | Црна Гора | Кристијан Јунчај       | Рибница                    | 1           | 0                |
| 97.      | Јапан     | Такуто Хамазаки        | ОФК Титоград               | 1           | 0                |
| 97.      | Црна Гора | Денис Кркановић        | ОФК Титоград               | 1           | 1                |
| 97.      | Црна Гора | Владимир Маровић       | ОФК Титоград               | 1           | 1                |
| 97.      | Црна Гора | Бакир Диздаревић       | Зета                       | 1           | 0                |
| 97.      | Црна Гора | Филип Мијовић          | Рибница                    | 1           | 0                |
| 97.      | Црна Гора | Един Кољеновић         | Фанс јунајтед              | 1           | 0                |
| 97.      | Црна Гора | Матија Вукосавловић    | Кариоке                    | 1           | 0                |
| 97.      | Црна Гора | Божидар Антовић        | Зора                       | 1           | 0                |
| 97.      | Црна Гора | Филип Вукићевић        | Иларион                    | 1           | 0                |
| 97.      | Црна Гора | Милић Поповић          | Фанс јунајтед              | 1           | 0                |
| 97.      | Црна Гора | Александар Кривокапић  | Забјело                    | 1           | 0                |
| 97.      | Јапан     | Казуки Мера            | Забјело                    | 1           | 0                |
| 97.      | Црна Гора | Душан Радовић          | Забјело                    | 1           | 0                |
| 97.      | Црна Гора | Лука Вучинић           | Кариоке                    | 1           | 0                |
| 97.      | Црна Гора | Филип Радоњић          | Црвена стијена             | 1           | 0                |
| 97.      | Црна Гора | Петар Ћалић            | Црвена стијена             | 1           | 0                |
| 97.      | Црна Гора | Гинџи Ватанабе         | Рибница                    | 1           | 0                |
| 97.      | Црна Гора | Кадрија Ђокај          | Олимпико                   | 1           | 0                |
| 97.      | Црна Гора | Александар Бошковић    | Дрезга                     | 1           | 0                |
| 97.      | Црна Гора | Балша Дробњак          | Кариоке                    | 1           | 0                |
| 97.      | Црна Гора | Александар Вукадиновић | Црвена стијена             | 1           | 0                |
| 97.      | Црна Гора | Алекса Томашевић       | Црвена стијена             | 1           | 0                |
| 97.      | Црна Гора | Никша Драшковић        | Челик                      | 1           | 0                |
| 97.      | Црна Гора | Милош Пејурић          | Црвена стијена             | 1           | 0                |
| 97.      | Црна Гора | Александар Јовановић   | Рибница                    | 1           | 0                |
| 97.      | Црна Гора | Мирко Мирановић        | Рибница                    | 1           | 0                |
| 97.      | Црна Гора | Дарко Рајковић         | Дрезга                     | 1           | 0                |
| 97.      | Црна Гора | Доминик Деда           | Олимпико                   | 1           | 0                |
| 97.      | Црна Гора | Марко Секулић          | Црвена стијена             | 1           | 0                |
| 97.      | Црна Гора | Анел Маркишић          | Кариоке                    | 1           | 0                |
| 97.      | Црна Гора | Павле Ковачевић        | Фанс јунајтед              | 1           | 0                |